# Dongfeng-Talsperre
Die Dongfeng-Talsperre ist eine Bogenstaumauer am Wu Jiang, einem Zufluss des Jangtse, und steht 65 km nordwestlich von Qingzhen in der chinesischen Provinz Guizhou. Der Hauptzweck der Talsperre ist Stromgewinnung aus Wasserkraft; dazu dient ein 570-MW-Kraftwerk. Der Bau der Staumauer begann 1989. Der erste Generator ging 1994 in Betrieb, der letzte 1995. Die Generatoren wurden zwischen 2004 und 2005 überholt, wobei ihre Leistung von je 170 MW auf 190 MW erhöht wurde. Damit können pro Jahr 2420 GWh Energie produziert werden.
2 km oberhalb der Staumauer steht die 2016 eröffnete Yachibrücke, eine der höchsten Brücken der Welt.

## Technische Daten
Die Dongfeng-Staumauer ist eine 162 m hohe und 254 m lange parabolisch gekrümmte Bogenstaumauer. Ihre Höhe wird in verschiedenen Quellen auch mit 168 m und 173 m angegeben. Sie ist an ihrer Krone 6 m breit und an ihrer Basis 25 m. Sie steht am Ende eines Einzugsgebietes, das 1816 km² groß ist. Der Gesamtstauraum umfasst 1025 Mio. m³, von denen 491 Mio. m³ Nutzraum sind. Bei Normalstau von 970 m über dem Meeresspiegel enthält der Stausee 864 Mio. m³.
Es gibt mehrere Überlauf- und Entlastungseinrichtungen: drei Hochwasserentlastungsöffnungen an der Mauerkrone mit 2565 m³/s Leistung, drei mittelhohe Durchlässe, eine Schussrinne am linken Ufer und daneben ein Entlastungstunnel. Alle Öffnungen, einschließlich des Kraftwerksablaufs, können zusammen 12.369 m³/s abführen.
Das Kraftwerk ist in einer Kaverne an der rechten Seite der Talsperre untergebracht. Vom Einlaufbauwerk fließt das Wasser durch drei Druckstollen zu drei Francis-Turbinen und Generatoren mit je 190 MW. Danach wird das Wasser durch einen weiteren Stollen wieder in den Fluss abgelassen.
Die hydraulische Fallhöhe liegt bei maximal 132 m.